# سرکان بالجی
سرکان بالجی (انگلیسی: Serkan Balcı؛ زادهٔ ۲۲ اوت ۱۹۸۳) بازیکن فوتبال اهل ترکیه است.
از باشگاه‌هایی که در آن بازی کرده‌است می‌توان به باشگاه ورزشی گنچلربیرلیغی، باشگاه فوتبال آنتالیااسپور، باشگاه فوتبال مرسین، باشگاه فوتبال ترابزون‌اسپور، و باشگاه فوتبال فنرباغچه اشاره کرد.
وی همچنین در تیم‌های ملی فوتبال جوانان ترکیه، Turkey national under-19 football team، زیر ۲۰ سال ترکیه، زیر ۲۱ سال ترکیه، و ترکیه بازی کرده‌است.